# ローレンス (競走馬)
ローレンス（英:Laurens）は、イギリスの競走馬。主な勝ち鞍に2017年フィリーズマイル、2018年サンタラリ賞、ディアヌ賞、メイトロンステークス、サンチャリオットステークス、2019年ロートシルト賞がある。

## 戦績

### 2歳（2017年）
7月20日ドンカスター競馬場の未勝利戦でデビュー勝ちする。8月のカルヴァドス賞2着のあと、9月のメイヒルステークスを制して重賞初勝利を飾る。G1初挑戦となったフィリーズマイルでは6番人気であったが、道中軽快に逃げると直線でも脚色は衰えることなくそのまま逃げ切り、G1初制覇を挙げた。

### 3歳（2018年）
3歳初戦となった1000ギニーでは好スタートからハナを奪って逃げるも直線でBillesdon Brookにかわされ惜しくも2着。中距離路線に矛先を変えて挑んだサンタラリ賞ではウィズユーに頭差で競り勝ち1000ギニーの雪辱を果たす。続くディアヌ賞では道中2番手追走から抜け出すと直線でムーシースアミーカ、ホメリック、ハッピリー、ウィズユーとの激しいたたき合いを制し、G1レース3勝目を飾る。しかし8月のヨークシャーオークスはシーオブクラスの6着に終わった。
秋にはメイトロンステークス、サンチャリオットステークスを連勝し、年間のG1勝ち数を4に伸ばした。年内最終戦として牡馬相手のクイーンエリザベス2世ステークスに挑戦したが、8着に敗れた。

### 4歳（2019年）
始動戦のロッキンジステークスでは2着となる。クイーンアンステークス5着を挟んで、ロートシルト賞でG1・6勝目を挙げた。その後、8月のシティオブヨークステークスで2着に敗れると、連覇がかかったメイトロンステークスとサンチャリオットステークスでは共に着外に終わり、この年をもって現役を引退し繁殖牝馬となった。

## 血統表
| ローレンスの血統 | ローレンスの血統      | ローレンスの血統 | （血統表の出典）   | （血統表の出典）   |
| 父系             | ヌレイエフ系          | ヌレイエフ系     | ヌレイエフ系       |                    |
| 父 Siyouni 2007  | 父の父Pivotal 1993    | Polar Falcon     | Nureyev            | Nureyev            |
| 父 Siyouni 2007  | 父の父Pivotal 1993    | Polar Falcon     | Marie d'Argonne    |                    |
| 父 Siyouni 2007  | 父の父Pivotal 1993    | Fearless Revival | Cozzene            | Cozzene            |
| 父 Siyouni 2007  | 父の父Pivotal 1993    | Fearless Revival | Stufida            |                    |
| 父 Siyouni 2007  | 父の母Sichilla 2002   | *デインヒル      | Danzig             | Danzig             |
| 父 Siyouni 2007  | 父の母Sichilla 2002   | *デインヒル      | Razyana            |                    |
| 父 Siyouni 2007  | 父の母Sichilla 2002   | Slipstream Queen | Conquistador Cielo | Conquistador Cielo |
| 父 Siyouni 2007  | 父の母Sichilla 2002   | Slipstream Queen | Country Queen      |                    |
| 母 Recambe 2005  | 母の父Cape Cross 1994 | Green Desert     | Danzig             | Danzig             |
| 母 Recambe 2005  | 母の父Cape Cross 1994 | Green Desert     | Foreign Courier    |                    |
| 母 Recambe 2005  | 母の父Cape Cross 1994 | Park Appeal      | Ahonoora           | Ahonoora           |
| 母 Recambe 2005  | 母の父Cape Cross 1994 | Park Appeal      | Balidaress         |                    |
| 母 Recambe 2005  | 母の母Raana 1992      | Kahyasi          | *イルドブルボン    | *イルドブルボン    |
| 母 Recambe 2005  | 母の母Raana 1992      | Kahyasi          | Kadissya           |                    |
| 母 Recambe 2005  | 母の母Raana 1992      | Raysiya          | Cure The Blues     | Cure The Blues     |
| 母 Recambe 2005  | 母の母Raana 1992      | Raysiya          | Rilasa             |                    |